# Dąb Zygmunt August
Dąb Zygmunt August – dąb szypułkowy, pomnik przyrody na terenie Rezerwatu przyrody Zagożdżon w Kozienickim Parku Krajobrazowym, niedaleko wsi Przejazd.
Wiek dębu szacuje się na 230–350 lat, jego pień ma 530 cm obwodu, pierścienica 102 cm, a wysokość drzewa to 28 metrów. Cechą charakterystyczną drzewa jest jego strzelisty pień. Swoją nazwę zawdzięcza królowi Zygmuntowi II Augustowi, który w znaczy sposób przyczynił się do rozwoju Kozienic.